# João Carlos Vital
João Carlos Vital (Porto Alegre, 11 de março de 1900 — Rio de Janeiro, 16 de abril de 1984) foi um engenheiro e político brasileiro.

## Biografia
Graduado em engenharia civil pela Escola Politécnica da Universidade Federal do Estado do Rio de Janeiro.
Foi prefeito do então Distrito Federal, de 24 de abril de 1951 a 12 de dezembro de 1952.